# Resolutie 1599 Veiligheidsraad Verenigde Naties
Resolutie 1599 van de Veiligheidsraad van de Verenigde Naties werd unaniem door de VN-Veiligheidsraad aangenomen op 28 april 2005 en richtte het VN-kantoor op dat de vredesmissie in Oost-Timor opvolgde.

## Achtergrond
Nadat Portugal zijn kolonies losgelaten had, werd Oost-Timor eind 1975 na een korte burgeroorlog onafhankelijk. Korte tijd later viel Indonesië het land binnen en brak een oorlog uit, waarna Oost-Timor werd ingelijfd. In 1999 stemde Indonesië in met een volksraadpleging over meer autonomie of onafhankelijkheid, waarop het merendeel van de bevolking voor de tweede optie koos.

## Inhoud
De bevolking en overheid van Oost-Timor werden geprezen om de vrede en stabiliteit die ze hadden bereikt. Volgens secretaris-generaal Kofi Annan was het wenselijk dat de VN in beperkte mate in het land aanwezig bleven na 20 mei, wanneer het mandaat van de UNMISET-vredesmissie afliep.
Aldus besloot de Veiligheidsraad om voor een periode van een jaar een opvolgende speciale politieke missie, het VN-kantoor in Oost-Timor of UNOTIL, op te richten. Die kreeg als mandaat:
i. De ontwikkeling van de belangrijkste staatsinstellingen ondersteunen via 45 adviseurs,
ii. De verdere ontwikkeling van de politie ondersteunen met veertig politieadviseurs, en de grenseenheid met 35 adviseurs waarvan vijftien militaire adviseurs mochten zijn,
iii. Opleiding geven in democratisch bestuur en mensenrechten via tien mensenrechtenofficiers,
iv. De vooruitgang in het bovenstaande op te volgen.

## Verwante resoluties
- Resolutie 1543 Veiligheidsraad Verenigde Naties (2004)
- Resolutie 1573 Veiligheidsraad Verenigde Naties (2004)
- Resolutie 1677 Veiligheidsraad Verenigde Naties (2006)
- Resolutie 1690 Veiligheidsraad Verenigde Naties (2006)

Lijst ·  1581 ·  1582 ·  1583 ·  1584 ·  1585 ·  1586 ·  1587 ·  1588 ·  1589 ·  1590 ·  1591 ·  1592 ·  1593 ·  1594 ·  1595 ·  1596 ·  1597 ·  1598 ·  1599 ·  1600 ·  1601 ·  1602 ·  1603 ·  1604 ·  1605 ·  1606 ·  1607 ·  1608 ·  1609 ·  1610 ·  1611 ·  1612 ·  1613 ·  1614 ·  1615 ·  1616 ·  1617 ·  1618 ·  1619 ·  1620 ·  1621 ·  1622 ·  1623 ·  1624 ·  1625 ·  1626 ·  1627 ·  1628 ·  1629 ·  1630 ·  1631 ·  1632 ·  1633 ·  1634 ·  1635 ·  1636 ·  1637 ·  1638 ·  1639 ·  1640 ·  1641 ·  1642 ·  1643 ·  1644 ·  1645 ·  1646 ·  1647 ·  1648 ·  1649 ·  1650 ·  1651